# روبرت جوردن
روبرت جوردن (بالإنجليزية: Robert Jordan)‏ هو لاعب كرة قاعدة أمريكي، ولد في 1874، وتوفي في 23 أبريل 1931.